# Шайтан (фильм)
«Шайтан» (фр. Sheitan) — фильм 2006 года, снятый режиссёром Кимом Шапироном.

## Сюжет
Барт (Оливер Бартелеми) ввязывается в драку в ночном клубе «Стикс». Его выставляют оттуда, и он соглашается на предложение случайной знакомой Евы (Роксана Мескида) отправиться к ней, чтобы продолжить так удачно начинавшийся вечер. К Еве он едет не один, а в компании друзей — Тая (Нико Ле Фат Тан) и Ладжа (Ладж Ли). Кроме Евы, с ними ещё одна девушка — Ясмин (Лейла Бехти). За затерянным в сельской глуши домом Евы смотрит эксцентричный Жозеф (Венсан Кассель), чья жена вот-вот должна родить. Вскоре молодые люди начинают замечать странные вещи, творящиеся в округе.

## В ролях
| Актёр            | Роль                        |
| ---------------- | --------------------------- |
| Венсан Кассель   | Жозеф                       |
| Оливер Бартелеми | Барт                        |
| Роксана Мескида  | Ева                         |
| Ладж Ли          | Ладж                        |
| Лейла Бехти      | Ясмин                       |
| Моника Беллуччи  | вампир в чёрно-белом фильме |

## Прокат
Мировая премьера состоялась 27 января 2006 года, в России фильм вышел 4 мая 2006 года. Сборы составили $2 680 422, из них российская доля — $581 002.